# Національний парк Монте-Крісті
Національний парк Монте-Крісті (Parque National Monte Cristi) — національний парк на Карибському острові Гаїті, що простягається від кордонів Гаїті до Пунта-Ручія в Домініканській Республіці і займає площу 550 км². Він містить прибережні лагуни, пляжі, мангрові болота, 237 м (777 ft) вапнякова меса, з якої видно у відкритому морі ключі та лісисті схили північного боку меси.
Район дуже сухий, випадає трохи більше двох дюймів опадів на рік. Величезна меса забезпечує середовище існування для корінного виду рослин під назвою sabia montecristini, а також кількох видів плазунів. У парку немає позначених стежок.